# Fläming

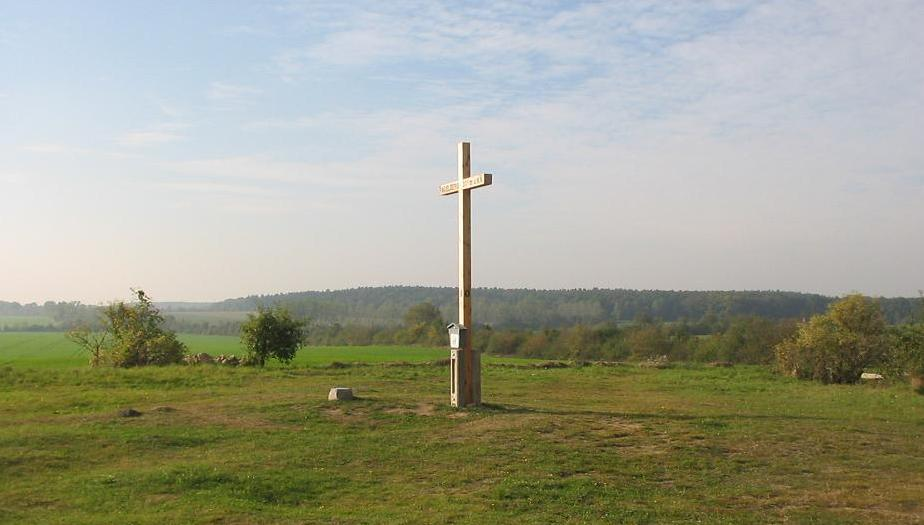
Hagelberg som ligger 200 meter över havet är Flämings högsta punkt

Fläming är en höjdrygg och ett kulturlandskap i Tyskland som ligger i sydvästra Brandenburg samt östra Sachsen-Anhalt. Området som är 100 km långt och 30 till 50 km brett skapades under Saale-istiden för 230 000 till 130 000 år sedan. Fläming börjar öster om Magdeburg och sträcker sig till floden Dahme.
Namnet syftar på flamländare som efter grundadet av markgrevskapet Brandenburg 1157 bosatte sig i området i samband med den tyska kolonisationen av områdena öster om Elbe. Över flera århundraden var Fläming en naturlig gräns mellan slaver och tyskar och senare mellan kurfurstendömet Sachsen och markgrevskapet Brandenburg. Under Napoleonkrigen ägde flera avgörande slag rum på Fläming, till exempel slaget vid Dennewitz. Efter 1815 blev hela regionen en del av kungariket Preussen.
Det glesbebyggda landskapet och framförallt staden Wittenberg var en tidig utgångspunkt för reformationen. Här skedde bland annat den handel med avlatsbrev som direkt kritiserades av Martin Luther i hans teser. 
Ett arkitektoniskt kännetecken för området är flera kyrkor som är byggda av flyttblock och andra upphittade stenar.

## Naturparker
- Naturpark Hoher Fläming på 82 700 hektar i Brandenburg.
- Naturpark Nuthe-Nieplitz på 62 300 hektar ligger i Brandenburg.
- Naturpark Fläming på 82 425 hektar i Sachsen-Anhalt